# Movimiento ocular

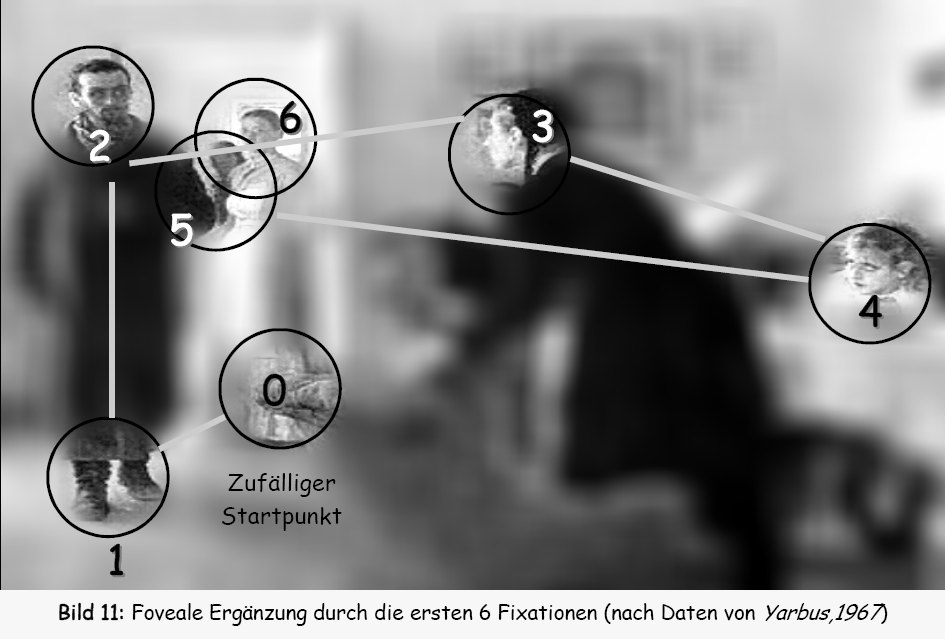
Un ejemplo del movimiento de los ojos sobre una fotografía en el lapso de solo dos segundos.

El movimiento ocular se refiere al movimiento voluntario o involuntario de los ojos, que ayuda a seguir los estímulos visuales. El movimiento ocular que ocurre durante el sueño REM es un ejemplo.
Los ojos se mueven mediante un sistema de seis músculos. La retina, un tipo especializado de tejido que contiene fotorreceptores, detecta la luz. Estas células especializadas convierten la luz en señales electroquímicas. Estas señales viajan a lo largo de las fibras del nervio óptico hasta el cerebro, donde se interpretan como visión en la corteza visual.
Los primates y muchos otros vertebrados utilizan tres tipos de movimientos oculares voluntarios para seguir objetos de interés: seguimiento lento, cambios de vergencia (sincronización) y movimientos sacádicos. Estos tipos de movimientos parecen ser iniciados por una pequeña región cortical en el lóbulo frontal del cerebro. La extirpación del lóbulo frontal conlleva la anulación del control voluntario, aunque los movimientos oculares involuntarios —como el reflejo que mueve los ojos hacia una luz en movimiento— siguen intactos.

## Anatomía

### Músculos
Existen seis músculos extraoculares que facilitan el movimiento ocular. Estos músculos surgen del anillo de Zinn (anillo tendinoso común) en la órbita (cavidad del ojo) y se unen al globo ocular. Los seis músculos son:
- músculo recto lateral;
- músculo recto medial;
- músculo recto inferior y músculo recto superior;
- músculo oblicuo superior y músculo oblicuo inferior.

Los músculos, al contraerse, provocan el movimiento del globo ocular, tirando del globo ocular hacia el músculo. Por ejemplo, cuando el músculo recto lateral se contrae, el globo ocular se mueve para que la pupila mire hacia afuera. El músculo recto medial orienta el globo ocular mire hacia adentro, el recto inferior hacia abajo, y el recto superior hacia arriba. Los músculos oblicuos superior e inferior mueven el globo ocular hacia el exterior y abajo y hacia el interior y arriba respectivamente.

## Investigación del movimiento en letras y palabras
Boumacrea una agrupación de letras basada en la confusión que estas generan. Las letras p y d pueden ser agrupadas según este criterio por algunos estudios, pero son difícilmente vistas como confundidas en tareas de reconocimiento. Bouma agrupa los siguientes:
- Cortas: rectangulares (aszx), redondas (eoc), verticales (nmu) y oblicuas (rvw)

- Ascendentes: extensión (dbhk) y esbeltos (tfil)

- Descendientes: (qpjyg)

Sin embargo, algunas parejas de letras de diferentes grupos también pueden generar confusión (es el caso de la <a> y la <d>, la <h> y la <n>, y también la <x> y la <k >). Esta clasificación presenta algunos problemas, puesto que se desconoce las combinaciones dentro del conocimiento del sujeto de una sola letra. Se llevó a cabo un estudio en el que los sujetos miraban letras mayúsculas y minúsculas que eran proyectadas. El estudio concluye que el grupo descendente tiene una media menor de fijación del ojo que indica que el sujeto está prestando atención a estas letras (la letra v y la y, y la letra y con la j). La intersección en la x, k, v, y y w parece ser un importante foco de atención, y en las letras simétricas (como es el caso de la o, y la x) existe una centralidad en la fijación. Donde las letras tienen varios puntos de atención (como g, a, y z) parece que las diferentes partes se disputan por la atención. Los sujetos están atentos a la proyección de las letras, en tanto que si el estímulo se encuentra a la izquierda, la focalización será a la izquierda y viceversa. En conclusión, aunque los modelos sobre la identificación de letras no están resueltos, ya que presentan algunas incongruencias o variantes, estos mencionados anteriormente son un punto de partida. A diferencia de otros estudios, lo que realizó Bouma tuvo en cuenta la Ley de la Gestalt de figura y fondo.